# Borbonomyndus pandanicola
Borbonomyndus pandanicola är en insektsart som beskrevs av Attit, Bourgoin och Bonfils 2002. Borbonomyndus pandanicola ingår i släktet Borbonomyndus och familjen kilstritar. Inga underarter finns listade i Catalogue of Life.